# Ora Carew
Ora Carew (13 de agosto de 1893 – 26 de octubre de 1955) fue una actriz cinematográfica de nacionalidad estadounidense, activa en la época del cine mudo.

## Biografía
Su verdadero nombre era Ora Whytock, y nació en Salt Lake City, Utah, siendo sus padres James LeRoy y Evelyn Garn Whytock. Fue educada con tutores privados, y cursó estudios en el Seminario Roland Hall. Tras fallecer el padre el 19 de junio de 1896, Evelyn se mudó con sus tres hijos a California.  
La carrera cinematográfica de Carew comenzó con Goldwyn, tras numerosas actuaciones como actriz de vodevil, comedia musical y teatro. Entre los filmes más importantes en los que actuó figuran Go West, Young Man y Too Many Millions y, producidos por Universal, Love's Protegé, Loot y Under Suspicion, entre otros. Conocida por ser una de las Bellezas Bañistas de Mack Sennett, ella se retiró de la pantalla en el año 1925.
Carew se casó con Harry E. Grant el 15 de junio de 1908 en El Paso (Texas). Tuvieron una hija, Lotus Grant, nacida en 20 de octubre de 1909 y fallecida el 25 de junio de 2007 en Sherman Oaks, California. El matrimonio se divorció antes de 1920. Ella se casó con John C. Howard en diciembre de 1922 en Hollywood, California, divorciándose ambos en 1924.
Ora Carew falleció en 1955 en Los Ángeles, California, a los sesenta y dos años de edad. Fue enterrada en el Cementerio Forest Lawn Memorial Park, en Glendale (California). 
Su hermano era el editor cinematográfico Grant Whytock (1894-1981).

## Filmografía completa

### Actriz
- Saved by the Wireless, de Walter Wright (1915)
- In Old Mexico (1915)
- Tangled Paths, de Christy Cabanne (1915)
- Martyrs of the Alamo, de Christy Cabanne (1915)
- The Torrent of Vengeance, de Henry MacRae (1916)
- The Love Comet, de Walter Wright (1916)
- The Sorrows of Love, de Charles Giblyn (1916)
- Wings and Wheels, de Walter Wright (1916)
- A la Cabaret, de Walter Wright (1916)
- Dollars and Sense, de Walter Wright (1916)
- Her Circus Knight, de Walter Wright (1917)
- Oriental Love, de Walter Wright (1917)
- Skidding Hearts, de Walter Wright (1917)
- Go West, Young Man, de Harry Beaumont (1918)
- Too Many Millions, de James Cruze (1918)
- Terror of the Range, de Stuart Paton (1919)
- Loot, de William C. Dowlan (1919)
- Under Suspicion, de William C. Dowlan (1919)
- The Peddler of Lies, de William C. Dowlan (1920)
- Blind Youth, de Edward Sloman y Alfred E. Green (1920)
- Love's Protegé, de Walter Wright (1920)
- The Figurehead, de Robert Ellis (1920)
- Mountain Madness, de Lloyd B. Carleton (1920)
- The Little Fool, de Phil Rosen (1920)
- A Voice in the Dark, de Frank Lloyd (1921)
- The Big Town Round-Up, de Lynn Reynolds (1921)
- After Your Own Heart, de George Marshall (1921)
- Alias Ladyfingers, de Bayard Veiller (1921)
- Beyond the Crossroads, de Lloyd B. Carleton (1922)
- The Girl from Rocky Point, de Fred Becker (1922)
- Smiles Are Trumps, de George Marshall (1922)
- Sherlock Brown, de Bayard Veiller (1922)
- Smudge, de Charles Ray (1922)
- Waterfront Wolves, de Tom Gibson (1924)
- Paying the Limit, de Tom Gibson (1924)
- Getting Her Man (1924)
- Three Days to Live, de Tom Gibson (1924)
- The Torrent, de William Doner y A.P. Younger (1924)
- Cold Fury (1925)
- Galloping Ghosts, de James Parrott (1928)

### Guionista
- Her Bridal Night-Mare, de Al Christie (1920)

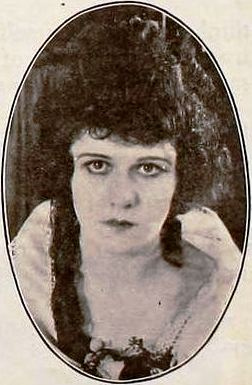
Ora Carew en la revista Motion Picture News, junio de 1920.

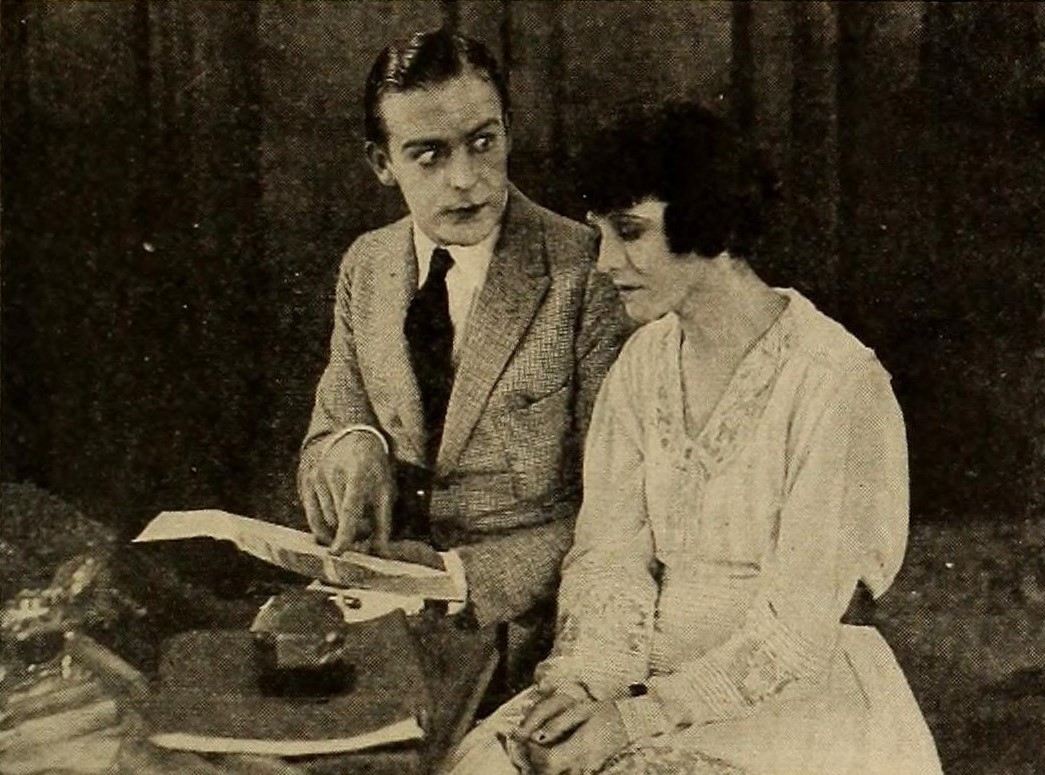
Escena de Too Many Millions (1918) con Wallace Reid y Ora Carew.

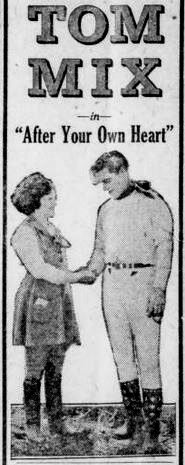
Cartel de After Your Own Heart (1921), con Ora Carew y Tom Mix.

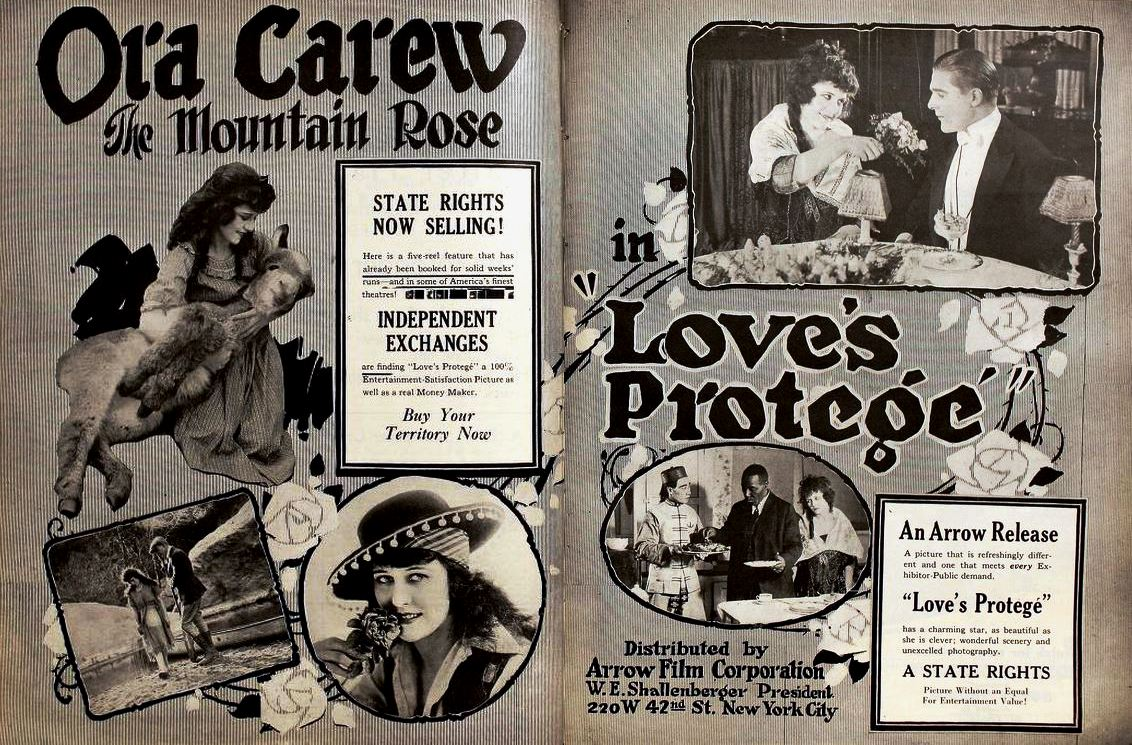
Anuncio de Love's Protegé (1920), con Ora Carew.

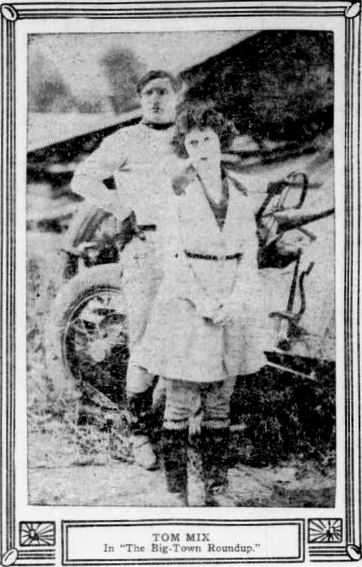
Tarjeta promocional de The Big Town Round-Up (1921), con Tom Mix y Ora Carew.